# 548
548 (DXLVIII) var ett skottår som började en onsdag i den julianska kalendern.

Frankerriket år 548.

## Händelser

### Okänt datum
- Vid Theodebert I:s död efterträds han som kung av Reims (markerat med mörkblått på vidstående karta) av sin son Theodebald I.
- Belisarius blir av med ansvaret över de bysantinska trupperna i Italien och efterföljs av Narses.
- Koguryo invaderar Baekje.

## Födda
- Xiao Zhuang

## Avlidna
- Theodora, bysantinsk kejsarinna
- Theodebert I, frankisk kung av Reims sedan 534